# Gottfrid Svensson
Gottfrid Svensson, född 13 maj 1889 i Uppsala, död 19 augusti 1956 i Stockholm, var en svensk brottare. Han blev olympisk silvermedaljör i fristil -67,5 kg i Antwerpen 1920.